# Tomaž Pengov
Tomaž Pengov [tomáž- pengôv-] (vzdevek Pigl), slovenski glasbenik in kantavtor, * 29. september 1949, Ljubljana, Slovenija, † 10. februar 2014, Golnik, Slovenija.

## Biografija in delo
Tomaž Pengov se je rodil leta 1949 v Ljubljani. Študiral je primerjalno književnost na Filozofski fakulteti v Ljubljani. Kasneje je ustvarjal kot svobodni umetnik. Igral je na 12-strunsko akustično kitaro in lutnjo, pel in pisal pesmi. Njegovi prvi nastopi datirajo v leto 1968, ko je igral pesmi Boba Dylana in Donovana, nato je prevajal njune pesmi v slovenščino. Prvi dokumentiran posnetek Tomaža Pengova je njegov vokal v pesmi Oda Ireni avtorja besedila Dušana Velkaverha in avtorja glasbe Tomaža Habeta, ki jo je posnel z Mladimi levi.
Z Milanom Deklevo je ustanovil sredi 70. leti delujočo eksperimentalno glasbeno skupino Salamander. V njej so mdr. sodelovali: Bogdana Herman, Lado Jakša, Matjaž Krainer, Sašo Malahovsky, Jerko Novak, Božidar Ogorevc, Meta Stare in Metka Zupančič.
Izdal je štiri plošče avtorskih pesmi: Odpotovanja (1973), Pripovedi (1988), Rimska cesta (1992) in Biti tu (1996). Plošča Odpotovanja je bila prva kantavtorska in neodvisna plošča v Sloveniji in bivši Jugoslaviji. Leta 2006 je izdal izbor svojih najboljših pesmi na plošči Koncert, leta 2011 pa zvočno knjigo Drevo in zvezda. Leta 1978 je uglasbil Ježkovo pesem Črna pega čez oči, ki je prvič izšla v dokumentarnem filmu o ljubljanski Cukrarni, za film Krč pa je leta 1979 napisal pesem Tihe so njive. Leta 1997 je za svoje pesniško ustvarjanje prejel Ježkovo nagrado, 1999 pa so o njem posneli film Dih besede, v katerem je večina njegovih najboljših pesmi in predstavlja zaokrožen portret pesnika. Leta 2008 je za dokumentarni film Toma Križnarja Dar Fur − Vojna za vodo posnel predelavo skladbe Na daljnem kolodvoru z naslovom Jebel Marra.
Njegove pesmi so posneli tudi nekateri drugi izvajalci, tako Bogdana Herman pesem Tihe so njive, skupina Avtomobili Nerodno pesem, prevod pesmi Prišla je z naslovom She came je posnel ameriški kantavtor Steve Wynn na plošči Crossing the Dragon bridge. Polona Kasal je leta 2013 izdala album, na katerem so pesmi Tomaža Pengova v modernejši elektronski izvedbi.
Z igralko Sašo Pavček je imel sina. Tomaž Pengov je umrl 10. februarja 2014 na Golniku.

## Diskografija
- Odpotovanja (ŠKUC, 1973 − LP mono) (ZKP RTVL, 1981 − LP stereo, kaseta) (Sraka, 1991 − CD)
- Napisi padajo / Črna pega čez oči (ŠKUC, 1978 − mala plošča)
- Pripovedi (ZKP RTVL, 1988 − LP, kaseta) (Sraka, 1992 − CD)
- Rimska cesta (Sraka, 1992)
- Biti tu (Sraka, 1996)
- Koncert (Dallas Records, 2006)
- Drevo in zvezda (Sanje, 2011)

## Albumi

### Odpotovanja
Svojo prvo ploščo Odpotovanja je Pengov posnel leta 1973 deloma na stranišču svojega stanovanja na Prešernovi cesti v Ljubljani, del pa je bil posnet v slabo opremljenem studiu Radia Študent. Pesmi na albumu so: Cesta, Danaja, V nasmehu nekega dneva, Potovanje nespečih, Matala, Čakajoč nase, brat, Nerodna pesem, Kretnje, Druga jesen, Oče, Sarkofagi, Ladje prostora, Epistola. To je bila prva kantavtorska velika plošča v Sloveniji (v Jugoslaviji je tovrstno prvo veliko ploščo izdal Arsen Dedić leta 1969 - Čovjek kao ja), bila pa je tudi prva neodvisna velika plošča. Še danes velja za nepresežen kantavtorski izdelek na Slovenskem. Šele za njim so se s takšnim izdelkom lahko pohvalili Tomaž Domicelj (ki je leta 1969 sicer izdal prvi slovenski kantavtorski EP Srečanji), Marko Brecelj, Andrej Šifrer ali Jani Kovačič. Kot je pozneje Pengov večkrat poudaril, si ni mislil, da sploh bo izdal ploščo, saj je svoje pesmi pripovedoval predvsem sebi in svojim prijateljem:
»Rad sem nastopal, 21. marca 1972 v Viteški dvorani v Križankah sem imel res lep koncert in takrat so mi prijatelji rekli, da bi naredil ploščo.«— Tomaž Pengov, Mladina 2007/9
Izšla je pri založbi ŠKUC. Hkrati je prva plošča snemalca Aca Razbornika, lastnika kasnejšega studia Tivoli, v katerem so snemale največje legende jugoslovanske in slovenske popularne glasbe. Pri plošči so sodelovali njegovi prijatelji, med njimi pesnik in pisatelj ter sošolec iz študentskih let Milan Dekleva, ki je tudi na kasnejših ploščah Pengova napisal spremne tekste ter knjigo Pimlico, ki je pravzaprav zapis o Pengovu.
»Pengov je popotnik, ki ne išče asfaltnih avtocest do prestolnic, ampak prašne kolovoze do pozabljenih in zapuščenih krajev.«— Milan Dekleva, 2011
Z Deklevo sta skozi celotno življenje ohranila medsebojno spoštovanje in nekakšno umetniško prijateljstvo. Pengov je veljal za neposrednega, direktnega umetnika, ki se ni rad izpostavljal. Na plošči je sodelovala Bogdana Herman, ki je odpela spremljevalni vokal. Odpotovanja tvorijo zaključeno celoto, hkrati pa imajo tudi posamične izvrstne pesmi, ki jih je na koncertih izvajal celotno kariero. Gre za unikaten spoj lirične poezije in glasbe, pri čemer se vokal prepleta z unikatno prstno tehniko igranja kitare, kakršne do tedaj ni bilo slišati niti v svetovnem merilu. Igral je na 12-strunsko kitaro in lutnjo.
Kot je Pengov večkrat povedal na kasnejših koncertih, je pesem Cesta nastala med njegovim nekajdnevnim bivanjem v katedrali v Kölnu, ki so jo ravno tedaj prenavljali. Takrat je prvič razmišljal, da bi svoje misli zaokrožil v pesmi. Danaja velja za eno najlepših liričnih pesmi nasploh, V nasmehu nekega dneva pa je njegova osrednja pesem, saj skorajda ni minil nastop, da je ne bi zaigral. Z Nerodno pesmijo je navadno začenjal svoje koncerte, a je na radiu niso želeli predvajati zaradi besede Bog. Ena njegovih najbolj izpostavljenih pesmi so Sarkofagi, ki s svojim mantričnim ponavljanjem sosledja akordov in vokala ustvarja magično brezčasno atmosfero, ki tudi sicer preveva celotno ploščo. Ploščo Odpotovanja je Pengov predstavljal po Sloveniji na svojih recitalih.

### Od Odpotovanj do Pripovedi
V drugi polovici sedemdesetih let je Pengov sodeloval pri ustvarjanju filmske glasbe. Za film Krč je leta 1979 napisal skladbo Tihe so njive, ki je izšla na vinilni mali plošči, kasneje pa v novi izvedbi na plošči Pripovedi. S klasičnim kitaristom Jerkom Novakom je leto prej posnel še eno vinilno malo ploščo, na kateri je uglasbitev Ježkove pesmi Črna pega čez oči (prvič je izšla ob Pogačnikovem dokumentarnem filmu o ljubljanski Cukrarni, kasneje izšla tudi na plošči Rimska cesta) in uglasbitev pesmi Napisi padajo, ki jo je napisal koroški pesnik Andrej Kokot. Pengov je sodil med »šumijevce« in njihove sopotnike, ki so konec 70. let "okupirali" oziroma, kot je to označil Pengov, »kulturno zavzeli« bife nasproti Drame, ki je postal nekakšna »kulturna pisarna«. Med njimi so bili številni pomembni slovenski umetniki. Z Jerkom Novakom, Milanom Deklevo, Ladom Jakšem in Bogdano Herman je deloval v skupini Salamander, s katero so naredili demo posnetke, ki pa so izšli šele na zvočni knjigi Drevo in zvezda leta 2011. Pengov je leta 1981 dočakal ponatis Odpotovanj pri Založbi kaset in plošč RTV Slovenija, ta pa je bila za razliko od prve izdaje že v stereo tehniki. Ploščo je predstavil na dveh zaporednih razprodanih koncertih v dvorani Mladinskega gledališča v Pionirskem domu.

### Pripovedi
Svojo naslednjo ploščo je Pengov v studiu Tivoli snemal 7 let. Za razliko od Odpotovanj so Pripovedi plošča, na kateri so vse pesmi bogato aranžirane, predvsem je opazen prispevek Lada Jakše. Tudi produkcijsko je plošča izpiljena. Odpre jo pesem Rodovnik vina, izstopajo pesmi Prišla je, Starec in morska zvezda, Vrnitev in že omenjena Tihe so njive. Ploščo je Pengov predstavil na dveh zaporednih koncertih v Cankarjevem domu v Ljubljani.
| #  | Naslov pesmi            |
| -- | ----------------------- |
| 1. | Rodovnik vina           |
| 2. | Prišla je               |
| 3. | Pegam in Lambergar      |
| 4. | Starec in morska zvezda |
| 5. | Vanitas                 |
| 6. | Vrnitev                 |
| 7. | Tihe so njive           |
| 8. | Dolga reka              |
| 9. | Bela izba               |

### Rimska cesta
Leta 1992 je Pengov izdal ploščo Rimska cesta, ki je bila posneta v studiu Boruta Činča; ta je prispeval tudi aranžmaje na klaviaturah. Poleg novih verzij pesmi V nasmehu nekega dneva ter Črna pega čez oči na njej izstopata Na daljnem kolodvoru in Bila sva vse, poleg tega pa tudi uglasbitev Ježkovega Vandrovčka. Na plošči je sodeloval kitarist Bojan Drobež, ki je prav v tistem času v istem studiu snemal ploščo Odprto morje. Tudi Rimsko cesto je Pengov predstavil v dvorani Mladinskega gledališča v Pionirskem domu. Pesmi z vseh treh plošč so izšle v pesniški zbirki leta 1993. Leto kasneje je v ljubljanskem klubu K4 nastopil pred legendarnim teksaškim kantavtorjem Townsem Van Zandtom.
| #   | Naslov pesmi           |
| --- | ---------------------- |
| 1.  | Na daljnem kolodvoru   |
| 2.  | Vandrovček             |
| 3.  | Generali               |
| 4.  | Kamor greš ...         |
| 5.  | Bila sva vse           |
| 6.  | V nasmehu nekega dneva |
| 7.  | Ladje konkvistadorjev  |
| 8.  | Stari klovni           |
| 9.  | Kam?                   |
| 10. | Ostani lepa            |
| 11. | Črna pega              |
| 12. | Vrtna vrata            |
| 13. | Obrazi padajo          |

### Biti tu
Leta 1996 je Pengov izdal še zadnjo ploščo z novimi pesmimi Biti tu. Ta sicer po mnenju poznavalcev ne dosega ravni prejšnjih treh plošč, vseeno pa prinaša eno od njegovih najboljših pesmi Drevo in novo obdelavo pesmi Cesta, pri kateri je ponovno sodeloval z Ladom Jakšo. Te štiri plošče tvorijo jedro njegovega pesniškega ustvarjanja.
| #   | Naslov pesmi        |
| --- | ------------------- |
| 1.  | Obisk               |
| 2.  | Drevo               |
| 3.  | Glažek vinčka       |
| 4.  | Cesta               |
| 5.  | Dekle moja          |
| 6.  | Sojenice in klateži |
| 7.  | Škrat Tom           |
| 8.  | Begunci             |
| 9.  | Pomisli             |
| 10. | V neki loži         |
| 11. | Gea                 |

### Koncert
Leta 2006 je izšla plošča Koncert, ki jo je leto prej v Viteški dvorani v Križankah posnel Aco Razbornik in predstavlja izbor najboljših pesmi Pengova.
| #   | Naslov pesmi               |
| --- | -------------------------- |
| 1.  | Prihod                     |
| 2.  | Cesta                      |
| 3.  | Vrnitev                    |
| 4.  | Nerodna pesem              |
| 5.  | Prišla je tiha             |
| 6.  | Rodovnik vina              |
| 7.  | Črna pega čez oči          |
| 8.  | Sarkofagi                  |
| 9.  | Drevo                      |
| 10. | Vandrovček                 |
| 11. | Starec in zvezda           |
| 12. | Glažek vinčka              |
| 13. | Kratek odmor               |
| 14. | Na nekem daljnem kolodvoru |
| 15. | Maškare                    |
| 16. | V nasmehu nekega dneva     |
| 17. | Bila sva vse               |
| 18. | Čakajoč nase               |
| 19. | Stari klovni               |
| 20. | Silba                      |
| 21. | Pomisli                    |
| 22. | Odhod                      |

### Drevo in zvezda
Zadnji veliki koncert je imel ob izidu zvočne knjige Drevo in zvezda (založba Sanje) leta 2011 v kinu Šiška. Na plošči so recitacije nekaterih njegovih pesmi, posnetki s skupino Salamander in nekaj novih pesmi.
| #   | Naslov pesmi           |
| --- | ---------------------- |
| 1.  | Karkol                 |
| 2.  | Daj pomisli            |
| 3.  | Gordogan               |
| 4.  | Danaja                 |
| 5.  | Alkestis               |
| 6.  | Bela izba              |
| 7.  | Travniki               |
| 8.  | Begunci                |
| 9.  | Selivke                |
| 10. | Drevo                  |
| 11. | Silba                  |
| 12. | V nasmehu nekega dneva |
| 13. | Pegam in Lambergar     |
| 14. | Tihe so njive I        |
| 15. | Tihe so njive II       |
| 16. | Tihe so njive III      |

## Smrt
Po hudi bolezni je Tomaž Pengov umrl 10. februarja 2014 na Golniku. 24. aprila 2014 je bil v kinu Šiška koncert Hommage Pengov, na katerem so se mnogi znani slovenski glasbeniki poklonili spominu na preminulega pesnika. Med njimi so bili Bojan Drobež, Boštjan Narat, Lado Jakša, Jerko Novak, Bogdana Herman, Vlado Kreslin, Drago Mlinarec in drugi.
»Tomaž Pengov, glasbenik sodobnega sveta, s svojo poezijo ne more vzpostaviti porušene harmonije med stvarmi in ljudmi, lahko pa nas, z zvenečo imaginacijo, popelje v rajske vrtove blagega mitu in brezčasja. Pesmi Tomaža Pengova so tihe kot krški frizi, perzijske preproge ali pravljice za lahko noč v posurovelem hrupu našega stoletja jih slišijo le izbrana ušesa.«— Milan Dekleva, 1996